# 1895年ウィンブルドン選手権
1895年 ウィンブルドン選手権（1895ねんウィンブルドンせんしゅけん、The Championships, Wimbledon 1895）に関する記事。イギリス・ロンドン郊外にある「オールイングランド・ローンテニス・アンド・クローケー・クラブ」にて開催。

## 大会の流れ
- 男子シングルスは1878年、女子シングルスは1886年から「チャレンジ・ラウンド」（Challenge Round, 挑戦者決定戦）と「オールカマーズ・ファイナル」（All-Comers Final）方式で優勝を決定していた。大会前年度優勝者を除く選手は「チャレンジ・ラウンド」に出場し、前年度優勝者への挑戦権を争う。前年度優勝者は、無条件で「オールカマーズ・ファイナル」に出場できる。チャレンジ・ラウンドの勝者と前年度優勝者による「オールカマーズ・ファイナル」で、当年度の選手権優勝者を決定した。
- この年は、男女シングルスとも前年度優勝者が出場しなかった。前年度優勝者が出場しなかった場合は「オールカマーズ・ファイナル」がなくなるため、チャレンジ・ラウンドの決勝結果を優勝記録表に掲載する。
- 初期のウィンブルドン選手権のように外国人出場者が少なかった時期は、地元イギリス人選手の国旗表示を省略する。

## 大会前年度優勝者
- 男子シングルス： ジョシュア・ピム　［大会不参加、現役引退］
- 女子シングルス：ブランチ・ビングリー・ヒルヤード　［大会不参加］
- 男子ダブルス：ウィルフレッド・バデリー＆ハーバート・バデリー

## 男子シングルス

### チャレンジラウンド
準々決勝
- ウィルフレッド・バデリー vs. ハリー・バーロウ　6-1, 6-4, 8-6
- ハーバート・バデリー vs. レジナルド・ドハティー　6-4, 6-2, 6-4
- アーネスト・ミアーズ vs. J・M・フラベル　6-1, 6-2, 6-1
- ウィルバーフォース・イーブズ vs. ジョージ・シモンド　6-4, 6-2, 7-5

準決勝
- ウィルフレッド・バデリー vs. ハーバート・バデリー　不戦勝
- ウィルバーフォース・イーブズ vs. アーネスト・ミアーズ　6-3, 7-9, 9-11, 6-4, 6-1

決勝
- ウィルフレッド・バデリー vs. ウィルバーフォース・イーブズ　4-6, 2-6, 8-6, 6-2, 6-3　（ここで優勝決定。W・バデリーが本大会の優勝者になる）

## 女子シングルス

### チャレンジラウンド
準々決勝
- アリス・シンプソン・ピカリング vs. エディット・モード・シャックル　3-6, 6-3, 6-3
- ヘレン・ジャクソン vs. バーナード　6-0, 6-2
- シャーロット・クーパー vs. L・H・パターソン　6-3, 9-11, 6-2
- G・A・ドラッフェン vs. ヘンリエッタ・ホーンキャッスル　6-2, 6-0

準決勝
- ヘレン・ジャクソン vs. アリス・シンプソン・ピカリング　6-4, 3-6, 8-6
- シャーロット・クーパー vs. G・A・ドラッフェン　6-2, 6-8, 6-1

決勝
- シャーロット・クーパー vs. ヘレン・ジャクソン　7-5, 8-6　（ここで優勝決定。クーパーが本大会の優勝者になる）

## 決勝戦の結果
男子シングルス
- ウィルフレッド・バデリー vs. ウィルバーフォース・イーブズ　4-6, 2-6, 8-6, 6-2, 6-3　［チャレンジラウンド決勝］

女子シングルス
- シャーロット・クーパー vs. ヘレン・ジャクソン　7-5, 8-6　［チャレンジラウンド決勝］

男子ダブルス
- ウィルフレッド・バデリー＆ハーバート・バデリー vs. ウィルバーフォース・イーブズ＆アーネスト・ルイス　8-6, 5-7, 6-4, 6-3　［オールカマーズ決勝］